# Kgalema Mothlanthe
Kgalema Petrus Motlanthe (Johannesburg Sud-àfrica, 19 de juliol de 1949) és un polític sud-africà que ha estat President de Sud-àfrica entre el 25 de setembre de 2008 i el 9 de maig de 2009, després de la dimissió de Thabo Mbeki. Després fou designat vicepresident pel seu successor, Jacob Zuma. També ha estat vicepresident del Congrès Nacional Africà (ANC), entre 2007 i 2012. Després es va presentar per la Presidència de l'ANC, però va ser derrotat per Zuma.
Sota el règim de l'Apartheid, havia estat activista universitari, sindicalista i membre de la branca militar de l'ANC. Considerat un polític de nivell més aviat baix, Motlanthe és de confessió anglicana i la primera persona de llengua tswana que arriba a President de Sud-àfrica. El 22 de setembre de 2008 va ser elegit per substituir Thabo Mbeki com a president interí de Sud-àfrica.